# 短萼山豆根
短萼山豆根（学名：Euchresta tubulosa var. brevituba）为豆科山豆根属下的一个变种。